# Xã Moreland, Quận Lycoming, Pennsylvania
Xã Moreland (tiếng Anh: Moreland Township) là một xã thuộc quận Lycoming, tiểu bang Pennsylvania, Hoa Kỳ. Năm 2010, dân số của xã này là 943 người.